# Arthur's
Arthur's je značka piva 12stupňového světlého ležáku, který od roku 2004 vařil minipivovar ve Frýdku-Místku. V roce 2009 měla být výroba přenesena do minipivovaru v Lískovci. Jeho činnost však již nebyla obnovena, takže pivo Arthur's není od uzavření pivovaru dostupné.